# Arbre de la Bodhi

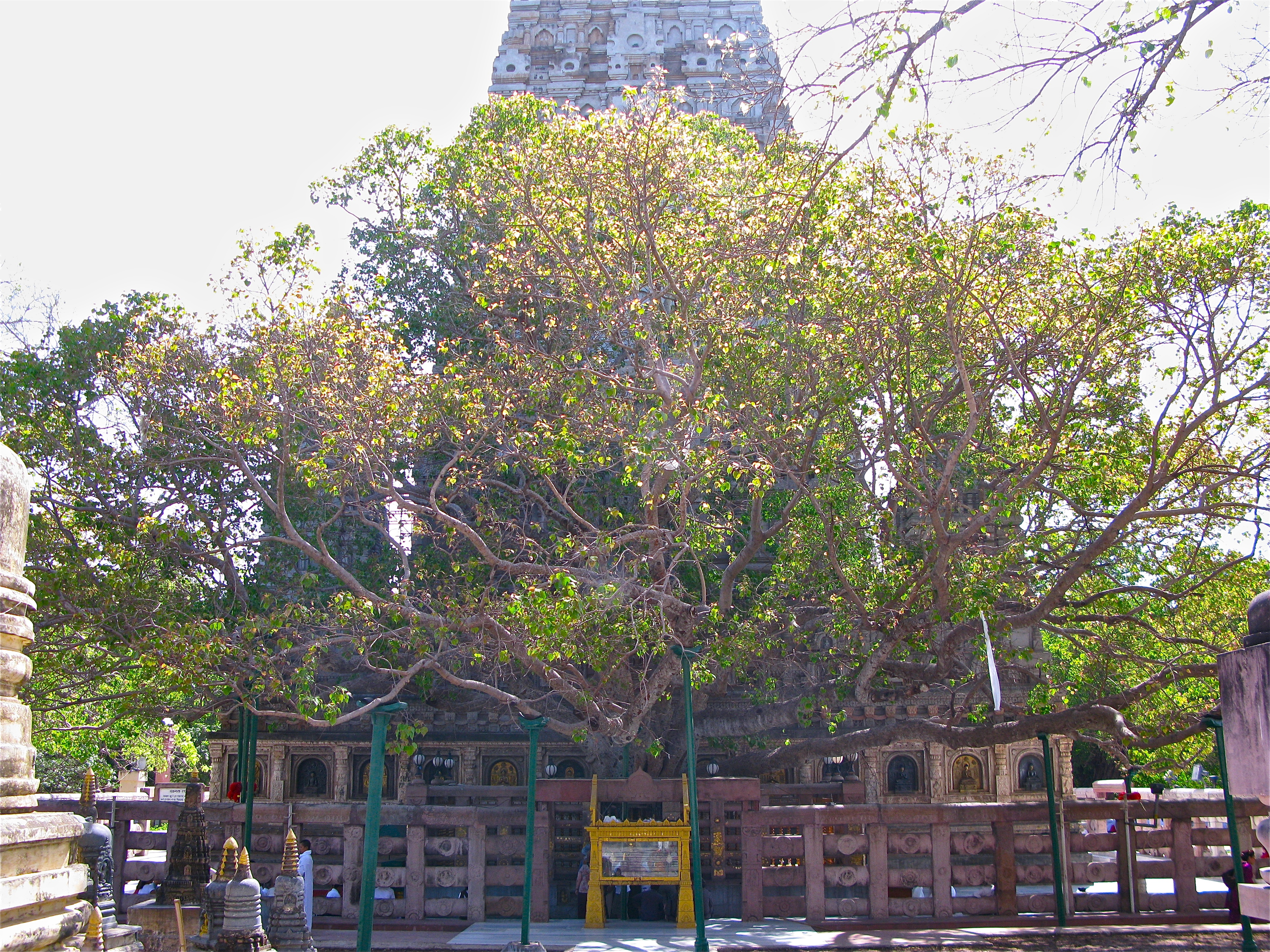
L'arbre Mahabodhi au temple Sri Mahabodhi à Bodh Gaya.

L’arbre de la Bodhi est un  arbre important dans le bouddhisme, car c'est sous cet arbre, ficus religiosa, qui se trouve à Bodhgaya que le Bouddha atteignit l'éveil (ou l'illumination), un état appelé bodhi. Cet arbre fait l'objet d'une grande vénération parmi les bouddhistes, et des foules de pèlerins viennent pour le voir et se recueillir tout au long de l'année.

## Légende

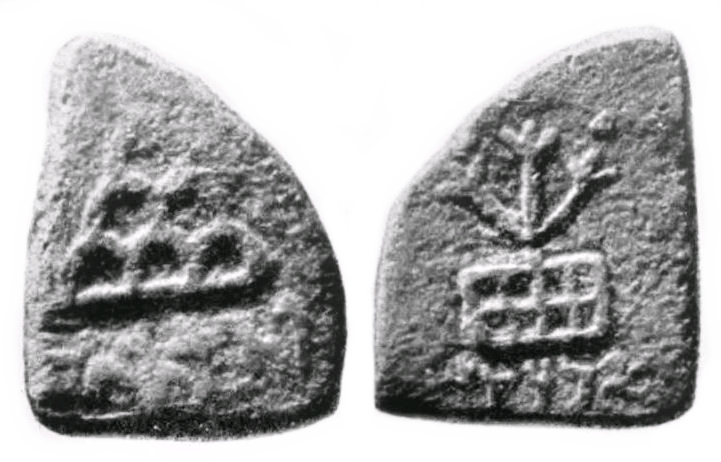
Monnaie d'Agathoclès de Bactriane au standard indien, avec les symboles du stupa et de l'arbre de la Bodhi (190-180 av.J-C).

Le Bouddha, après avoir longtemps médité sous des jambus, aurait atteint l’illumination – ou bodhi – sous un pipal à Bodhgaya. Cet arbre, appelé Bodhimanda ou Bo, occupe donc une place particulièrement importante dans la mythologie bouddhiste. Ses feuilles sont devenues un motif iconographique ainsi qu’un porte-bonheur. Il peut être considéré comme représentant Gautama lui-même ou son enseignement, car un double appelé Anandabodhi, planté sous la direction d’Ananda à Jetavana, recueillait les offrandes des visiteurs venus en l’absence du maître. Il aurait été obtenu à partir d’un fruit de l’arbre original attrapé par Moggallana avant qu’il ne touche le sol. Anathapindika l’aurait enterré dans une jarre d’or et le Bouddha aurait fait pousser l’arbre en une nuit de méditation.

## Représentation
Des représentations anciennes de Shakyamuni l’évoquent sous la forme d’un figuier sortant d’un trône, ou lui attribuent une auréole en forme de feuille de pipal. Selon le Tittira Jataka, le Bouddha lui-même causa l’apparition de l’arbre lors d’une vie antérieure alors qu’il était oiseau : il mangea une figue et une graine digérée donna naissance à l’arbre.

## Historique
L’arbre originel fut détruit au moins trois fois, dont une fois, selon la légende, sur ordre de l'épouse de l'empereur Ashoka, Tissarakha, jalouse de l'importance que le roi accordait à l'arbre: il tenait en effet une cérémonie en son honneur tous les ans, au mois de kattika (octobre-novembre). À chaque destruction, l'arbre aurait été replanté à partir d’un clone sri-lankais. Le dernier remplacement a eu lieu en 1881 : l'arbre a été replanté par l'archéologue Alexander Cunningham. À l’époque d’Ashoka, il fut flanqué d’un temple, le Bodhimanda Vihara, devenu le temple de la Mahabodhi.

## Clones
En 288 av. J.-C., une branche de l’arbre de la Bodhi qui s’était détachée d’elle-même selon une prédiction du Bouddha fut apportée à Anuradhapura (Sri Lanka) par la fille d’Ashoka Sanghamitta. Le roi de Sri Lanka, Devanampiya Tissa, planta la bouture en grande cérémonie. Ses successeurs prirent l’habitude de répéter ce rituel tous les douze ans.
Cet arbre, dont on prétend localement qu’il est le plus ancien angiosperme du monde, est protégé par une grille dorée. Des moines et laïcs consacrés en ont la charge. Les fidèles viennent prier devant lui. Ils font brûler des lampes d’huile de coco (pahan-puja), présentent diverses offrandes dont des pièces de monnaie (panduru) lavées dans du safran et effectuent une triple circumambulation de l’arbre.

## Pèlerinages
Les pèlerins prirent vite l’habitude d’emporter avec eux des feuilles et des graines des arbres de Bodhgaya, mais aussi du parc de Jetavana (dans l'État d'Uttar Pradesh), ainsi que de Anuradhapura. De nombreux descendants de ces arbres existent dans le monde. Un arbre de la Bodhi représentant l’enseignement du Bouddha est planté près des nouveaux monastères.

## Sources

## Compléments